# دیو الیوت (بازیکن فوتبال، زاده ۱۹۴۵)
دیو الیوت (انگلیسی: Dave Elliott؛ زادهٔ ۱۰ فوریهٔ ۱۹۴۵) بازیکن فوتبال اهل بریتانیا است.
از باشگاه‌هایی که در آن بازی کرده‌است می‌توان به باشگاه فوتبال نیوپورت کانتی اشاره کرد.